# Jean-Jacques N’Domba
Jean-Jacques N’Domba (ur. 12 stycznia 1960 w Pointe-Noire, zm. 15 października 2024 w Troyes) – kongijski piłkarz grający na pozycji napastnika. W swojej karierze rozegrał 35 meczów i strzelił 8 goli w reprezentacji Konga.

## Kariera klubowa
Swoją karierę piłkarską N’Domba rozpoczął w klubie CSMD Diables Noirs. W 1974 roku zadebiutował w nim w pierwszej lidze kongijskiej. W 1976 roku odszedł do Étoile du Congo. W latach 1979 i 1980 wywalczył z nim dwa tytuły mistrza Konga.
W 1982 roku N’Domba wyjechał do Francji, a jego pierwszym klubem w tym kraju został Olympique Marsylia. W sezonie 1983/1984 wywalczył z nim mistrzostwo drugiej ligi i awans do pierwszej. Latem 1984 przeszedł do innego drugoligowca, CO Le Puy-en-Velay, w którym spędził dwa lata. W latach 1986–1988 grał w drugoligowym Olympique Lyon, a w latach 1988-1991 w innym klubie z drugiej ligi, Chamois Niortais FC. W sezonie 1991/1992 był piłkarzem czwartoligowego Stade Poitevin, w którym zakończył karierę.
| Sezon   | Klub                | Kraj    | Rozgrywki            | Mecze | Bramki |
| ------- | ------------------- | ------- | -------------------- | ----- | ------ |
| 1974    | CSMD Diables Noirs  | Kongo   | Championnat National | ?     | ?      |
| 1975    | CSMD Diables Noirs  | Kongo   | Championnat National | ?     | ?      |
| 1976    | Étoile du Congo     | Kongo   | Championnat National | ?     | ?      |
| 1977/78 | Étoile du Congo     | Kongo   | Championnat National | ?     | ?      |
| 1979    | Étoile du Congo     | Kongo   | Championnat National | ?     | ?      |
| 1980    | Étoile du Congo     | Kongo   | Championnat National | ?     | ?      |
| 1981/82 | Étoile du Congo     | Kongo   | Championnat National | ?     | ?      |
| 1982/83 | Olympique Marsylia  | Francja | Ligue 2              | 23    | 6      |
| 1983/84 | Olympique Marsylia  | Francja | Ligue 2              | 1     | 0      |
| 1984/85 | CO Le Puy-en-Velay  | Francja | Ligue 2              | 31    | 7      |
| 1985/86 | CO Le Puy-en-Velay  | Francja | Ligue 2              | 32    | 9      |
| 1986/87 | Olympique Lyon      | Francja | Ligue 2              | 32    | 6      |
| 1987/88 | Olympique Lyon      | Francja | Ligue 2              | 25    | 7      |
| 1988/89 | Chamois Niortais FC | Francja | Ligue 2              | 26    | 1      |
| 1989/90 | Chamois Niortais FC | Francja | Ligue 2              | 30    | 3      |
| 1990/91 | Chamois Niortais FC | Francja | Ligue 2              | 21    | 0      |
| 1991/92 | Stade Poitevin      | Francja | CFA                  | 22    | 13     |

## Kariera reprezentacyjna
W reprezentacji Konga N’Domba zadebiutował w 1974 roku. W tym samym roku powołano go do kadry na Puchar Narodów Afryki 1974. Zagrał w nim w trzech meczach: grupowych z Mauritiusem (2:0) i z Gwineą (1:1), w którym strzelił gola oraz w półfinałowym z Zambią (2:4 po dogrywce).
W 1978 roku N’Domba wziął udział w Pucharze Narodów Afryki 1978. Wystąpił w nim w jednym meczu grupowym, z Ugandą (1:3).
W 1992 roku N’Domba został powołany do kadry na Puchar Narodów Afryki 1992. Na tym turnieju wystąpił w trzech meczach: grupowych z Wybrzeżem Kości Słoniowej (0:0) i z Algierią (1:1) oraz ćwierćfinałowym z Ghaną (1:2). W kadrze narodowej grał do 1992 roku. Wystąpił w niej 35 razy i strzelił 8 goli.